# QFE
Un QFE es código Q que designa un tipo de sistema de referencia presión-altitud en el entorno aeronáutico, el objetivo de estos sistemas de referencia es conocer la altitud de la aeronave con respecto a la presión que en el aire circundante se encuentra (puesto que la altura es inversamente proporcional a la presión, para más información véase «sistemas de referencia presión-altitud»). En el sistema de referencias QFE la presión de referencia que se usa es la del aeródromo y a la altura del aeródromo (es por ello que la altura que marcará el altímetro será la altura sobre el aeródromo y "0 metros" será la altura del mismo).
El sistema QFE tiene una precisión similar al QNH y superior al QNE, la ventaja del sistema QFE es que ahorra al piloto hacer cálculos de la altura sobre la pista (altura sobre la pista = altitud - elevación de la pista), es por ello que su uso principal reside en las aproximaciones.
Este sistema fue ampliamente utilizado en la URSS y en países de su esfera de influencia, aunque hoy en día está en desuso, debido a que en todas las cartas de navegación aparece la altura en sistema QNH.